# Сцелиониды
Сцелиониды (лат. Scelionidae) — семейство наездников из подотряда стебельчатобрюхих отряда перепончатокрылых. Ранее объединяли с семейством Platygastridae.

## Описание
Известны как яйцееды: эндопаразиты яиц членистоногих, в основном насекомых (Lepidoptera, Heteroptera, Cicadinea, Diptera, Hymenoptera, а также пауков. Длина 0,5—2 мм (до 10 мм у Nixonia). Обладают компактным темноокрашенным телом. Тергиты и стерниты брюшка не слиты. Усики обычно 12-члениковые (реже 11, 10 или 7). Встречаются бескрылые формы.
- Telenomus
- Trissolcus japonicus
- Scelio masneri

## Значение
Играют важную роль в регуляции численности вредителей сельского и лесного хозяйства (Telenomus и другие теленомины).

## Распространение
Всесветное. Мировая фауна включает 167 родов и около 4000 видов, в Палеарктике — 60 родов и около 1000 видов. Фауна России включает 35 родов и 368 видов наездников этого семейства.

## Классификация
В семейство включают 176 родов и около 4000 видов, объединённых в 4 подсемейства (Baeinae, Scelioninae, Teleasinae, Telenominae). 
Среди крупнейших родов (данные 2005 года): Telenomus (612 видов), Platygaster (419), Trimorus (389), Gryon (273), Scelio (246), Trissolcus (170), Synopeas (166), Ceratobaeus (161)
- Baeinae, или Baeini в составе Scelioninae[6][7]
  - Baeus (53 вида) – Ceratobaeus (165) – Cyphacolus – Hickmanella – Idris (160) – Odontacolus (55)[8][9] [10]
- Scelioninae
  - Archaeoteleia Masner
  - Calliscelio Ashmead[11]
  - Dichoteleas Kieffer
  - Echthrodesis Masner
  - Embidobia
  - Gryon
  - Inostemma boscii
  - Macroteleia Westwood, 1835[12]
  - Nixonia
  - Nyleta
  - Oreiscelio
  - Oxyscelio Kieffer[13]
  - Scelio Latreille, 1805[14]
  - Oxyteleia Kieffer, 1908
  - Tyrannoscelio Masner, Johnson & Arias-Penna, 2007[15]
- Teleasinae Ashmead, 1893
  - Gryonella Dodd, 1914
  - Gryonoides Dodd, 1920[16]
  - Teleas Latreille, 1809
  - Odontoscelio Kieffer, 1905
  - Ptilostenius Kozlov & Lê, 1988
- Telenominae
  - Trissolcus Ashmead, 1893 (=Assolcus)[17]
  - Phanaropsis
  - Psix
  - Eumicrosoma
  - Telenomus — Теленомусы
- Роды incertae sedis
- † ископаемые виды: Bruescelio platycephalus, Proterosceliopsis masneri, Tithonoscelio resinalis , Amissascelio temporarius, Juxtascelio interitus, Alavascelio delvallei, Electroteleiopsis hebdomas, Perimoscelio tyrbastes, P. confector

Ранее в семейство включали трибу Sparasionini, но с 2021 года её ранг повысили до семейства Sparasionidae Dahlbom, 1858:
- Archaeoteleia — † Electroteleia — Listron — Mexon — Sceliomorpha — Sparasion